# Борнмут (футбольний клуб)
«Бо́рнмут» (англ. Bournemouth Association Football Club) — англійський футбольний клуб з однойменного міста. Заснований 1890 року як «Боском Сент-Джонс Інстіт'ют» (англ. Boscombe St. John's Institute FC), але розформований 1899, і того ж року реформований як «Боском». Згодом у 1923 році назву було змінено на «Борнмут енд Боском Атлетік», а вже у 1972 році за командою остаточно закріпилася її нинішня назва. Вишневі з 1910 року проводять свої домашні ігри на стадіоні «Дін Корт».
Під керівництвом Едді Гау «Борнмут» за підсумками сезону 2015/16 вперше в історії увійшов до еліти англійського футболу, за підсумками Чемпіоншипу, другого за силою футбольного дивізіону Англії.

## Назви клубу

Емблема до 2013 року

- 1899—1923 — «Боскомб» (англ. Boscombe F.C.)
- 1923—1972 — «Борнмут енд Боскомб Атлетік» (англ. Bournemouth and Boscombe Athletic Football Club)
- 1972– дотепер — «Борнмут»

## Історія

### Боскомб ФК
Хоча достеменно дата заснування команди невідома, однак існують докази, що вона була заснована восени 1899 року на основі колишньої команди «Боскомб Сент-Джонс Інстит'ют». У широких масах клуб був відомий просто як «Боскомб ФК».
У їхньому першому сезоні 1899/1900 команда подала заявки до міської дорослої та юнацької ліги. Окрім цього команда зіграла у Hants Junior Cup. Наступні два сезони команда грала на полі на вулиці Кастельмейн авеню, Поксдавн. На третій рік Боскомб переїхали на Кінґс Парк. У сезоні 1905/06 команда отримала статус аматорської.
1910 року команда отримала у довгострокову оренду пустир поряд із Кінґс Парк. Маючи своє власне футбольне поле, назване Дін Курт на честь благодійника, «Боскомб» продовжував підкорювати місцеву футбольну сцену. Окрім набуття власного футбольного поля, 1910 року в історії молодої команди сталася ще одна знакова подія — було укладено угоду з першим професійним гравцем Б.Пентоном.
Десь у той час команда отримала своє прізвисько — «Вишневі». Існує дві імовірні версії: згідно з першою, команда грала у червоно-вишневих смугастих сорочках. Друга ж легенда оповідає про те, що Дін Курт було побудовано поруч із нерухомістю Купер-Діна, благодійника команди, на території якої також знаходились вишневі сади.
У сезоні 1913/14 команда вперше змагалась за Кубок Англії, та прогрес команди зупинила Перша світова війна. 1920 року було засновано третій дивізіон, і команду включили до списку його учасників.

### Борнмут енд Боском Атлетік
Аби назва команди уособлювала регіон, 1923 року «Боскомб ФК» перейменували на «Борнмут енд Боском Атлетік». Того ж року команда потрапила до професійної ліги на щойно звільнене місце. Свою першу професійну гру клуб провів 23 серпня 1923 року проти Свіндон Таун, у якому вишневі поступилися з рахунком 3:1. Перша домашня гра на Дін Курт припала теж на Свіндон Таун і скінчилася унічию.
Спершу команда боролася на теренах Футбольної ліги, але згодом їм вдалося зачепитися в Третьому дивізіоні, встановивши у ньому рекорд за найбільшою кількістю сезонів. Аби здобути свій перший трофей команді довелося спершу пережити Другу світову війну, щоб потім на «Вемблі» у фіналі Кубку третьої ліги перемогти Волсолл.

### Борнмут ФК
За керівництва Джона Бонда 1972 року команда отримала більш коротку назву — «Борнмут ФК». Саме тоді команда отримала нову емблему як символ беззупинного прогресу команди. Задній план був виконаний у стилі кольорів футбольної форми, а в центрі зображено Діккі Довсетта, гравця, який захищав кольори команди з 1950-х по 1960-ті роки. Футбольну форму у червоних та чорних кольорах було «запозичено» у італійського «Мілана». Ті роки називають ерою Теда Макдугалла, який у матчі Кубка Англії в листопаді 1971 року забив дев'ять м'ячів у ворота клубу «Маргейт».

### Кінець ХХ століття
Під керівництвом Гаррі Реднаппа у січні 1984 року команда здобула одну з найважливіших перемог у своїй історії, перемігши Манчестер Юнайтед у Кубку Англії.
1987 року команда стала чемпіоном третьої ліги і вперше в історії вийшла до другої ліги. Провівши свій перший сезон у новій лізі, перед «Борнмутом» постала серйозна задача підвищення у класі, однак за підсумками сезону 1988/89 завдання виконане не було через поганий старт сезону.
5 травня 1990, в останній день сезону 1989/1990, «Лідс Юнайтед» мав можливість стати чемпіоном другого дивізіону, перемігши «Борнмут» на Дін Курт. Деякі фанати Лідса із самого ранку завдали клопоту містянам, загострюючи і без того напружену атмосферу. Вигравши з перевагою в один м'яч та враховуючи результати інших ігор, Лідс отримав право підвищення у класі, тоді як «Борнмут» навпаки. Погроми та безчинства фанатів тривали усі вихідні, завдавши збитків на суму близько 1 мільйона фунтів.
Гаррі Реднапп лишився ще на два сезони, обидва з яких закінчилися невдало для команди, яка зупинялася за крок від плей-офф. У сезоні 1991/92 під фінансовим тиском Реднапп подав у відставку. Місце головного наставника посів Тоні Муліс, який зміг збудувати набагато більш невибагливий склад, який однак протягом наступних двох сезонів вище 19-го місця не підіймався. Сезон 1994/95 команда розпочала фактично без наставника, що дало відповідні наслідки — команда опустилася на дно турнірної таблиці. Здавалося б ситуація покращилась, коли до командного керма став Мел Мачін, але надії лишалося не багато, оскільки через реконструкцію ліги кількість команд, які понижувалися у класі зросла до п'яти. Та вишневі все ж утрималися, зупинившись за два залікових бала від зони вильоту.
Мачин лишався головним наставником протягом наступних шести років, які нічим особливим не запам'яталися, команда стабільно фінішувала у середині турнірної таблиці. Сезон 1998/99 став одним з епохальних у його кар'єрі, оскільки «Борнмут» мав реальні шанси на плей-офф, однак команда зазнала кількох поразок, через що посіла сьоме залікове місце. А 16-те місце у наступному сезоні поклало край його керівництву.

### Початок ХХІ століття
Шон О'Дрісколл посів місце звільненого Мела і почав готувати команду до нового сезону.
У вересні 2006 року Шон полишив команду заради посади наставника у Донкастер Роверз. Його місце посів Кевін Бонд.
У лютому 2008 року з команди зняли десять залікових балів, що в свою чергу призвело до пониження у класі. Команда мала борги на 4 мільйони футів, і невизначеність витала у команді протягому усього сезону. Врешті-решт команду понизили до другої ліги.
Більшу частину сезону 2014/15 клуб провів у верхній частині турнірної таблиці, а перемога у останньому турі проти Чарльтона забезпечила їм першу в історії путівку в Прем'єр-лігу.

## Склад команди
Станом на 10 січня 2025
| №  | Поз. | Нац.         | Гравець                                |
| -- | ---- | ------------ | -------------------------------------- |
| 3  | ЗХ   | Угорщина     | Мілош Керкез                           |
| 4  | ПЗ   | Англія       | Льюїс Кук                              |
| 5  | ЗХ   | Аргентина    | Маркос Сенесі                          |
| 7  | ПЗ   | Уельс        | Девід Брукс                            |
| 8  | ПЗ   | Англія       | Алекс Скотт                            |
| 9  | НП   | Бразилія     | Еванілсон                              |
| 10 | ПЗ   | Шотландія    | Раян Крісті                            |
| 11 | ПЗ   | Буркіна-Фасо | Данго Уаттара                          |
| 12 | ПЗ   | США          | Тайлер Адамс                           |
| 13 | ВР   | Іспанія      | Кепа Аррісабалага (в оренді з «Челсі») |
| 15 | ЗХ   | Англія       | Адам Сміт (капітан)                    |
| 16 | ПЗ   | Англія       | Маркус Таверньєр                       |
| 17 | ПЗ   | Колумбія     | Луїс Сіністерра                        |
| 19 | НП   | Нідерланди   | Джастін Клюйверт                       |

| №  | Поз. | Нац.      | Гравець                         |
| -- | ---- | --------- | ------------------------------- |
| 20 | ЗХ   | Аргентина | Хуліо Солер                     |
| 21 | НП   | Англія    | Деніел Джеббісон                |
| 22 | ЗХ   | Мексика   | Хуліан Араухо                   |
| 23 | ЗХ   | Англія    | Джеймс Гілл                     |
| 24 | НП   | Гана      | Антуан Семеньйо                 |
| 26 | НП   | Туреччина | Енес Юнал (в оренді з «Хетафе») |
| 29 | ПЗ   | Данія     | Філіп Біллінг                   |
| 32 | ЗХ   | Уельс     | Оуен Беван                      |
| 37 | ЗХ   | Англія    | Макс Ааронс                     |
| 40 | ВР   | Англія    | Вілл Денніс                     |
| 42 | ВР   | Ірландія  | Марк Траверс                    |
| 45 | ЗХ   | США       | Матаі Акінмбоні                 |
| 47 | ПЗ   | Англія    | Бен Вінтерберн                  |

## Форма команди
Кольори команди дещо змінювалися протягом всієї історії клубу. Почавши грати в червоно-білих смігастих сорочках, гравці «Борнмута» також грали у повністю червоних сорочках, червоних з білими рукавами. А починаючи з 1990 року — у червоних сорочках в чорну смужку.

## Досягнення
- Чемпіоншип
  -  Чемпіон Чемпіоншип: 2014-15
- Перша ліга
  -  Віце-чемпіон Першої футбольної ліги: 2012-13
- Друга ліга
  -  Віце-чемпіон Другої футбольної ліги: 2009-10
- Третя ліга
  - Чемпіон Третього дивізіону Футбольної ліги: 1986-87